# Јабланица (Горњи Милановац)
Јабланица је насеље у Србији у општини Горњи Милановац у Моравичком округу. Према попису из 2022. било је 194 становника. Од Горњег Милановца удаљено је 8 км и то у правцу југоистока. Налази се на брду Јешевац, на надморској висини од 360 до 560 м, а обухвата површину од 1.437 ха. Изузетак је узвишење Тријеска/Треска која је веће надморске висине (733 м), а на којем се налазе остаци средњовековне тврђаве који народ назива Јеринин град. На месту Светиња налазе се остаци непознате цркве и гробља.
Овде се налазе Стари споменици на сеоском гробљу у Јабланици (општина Горњи Милановац), Црква Успења Пресвете Богородице у Јабланици и Радичев гроб у Јабланици.

## Историја
Јабланица се први пут помиње у турском попису 1476. године под именом Горња Јабланица и тада је имало 17 домова. Староседелачко становништво се иселило пред турском најездом. Село је наново насељено у 18. веку када су се ту настанили досељеници из Старог Влаха и околине Ужица. Име села потиче од стабала јабланова којих је у овом селу било много.
Село је припадало општини Брусница, основној школи у Горњем Милановцу, а црквеној парохији цркве Свете Тројице у Горњем Милановцу. Сеоска слава је Бела субота – прва субота после Духова.
У ратовима у периоду од 1912. до 1918. године село је дало 128 ратника. Погинуло их је 52 а 76 је преживело.

## Демографија
У пописима село је 1910. године имало 651 становника, 1921. године 605, а 2002. године тај број је спао на 340.
У насељу Јабланица живи 287 пунолетних становника, а просечна старост становништва износи 49,0 година (48,3 код мушкараца и 49,6 код жена). У насељу има 114 домаћинстава, а просечан број чланова по домаћинству је 2,90.
Ово насеље је у потпуности насељено Србима (према попису из 2002. године), а у последња три пописа, примећен је пад у броју становника.
|  |

| Демографија | Демографија | Демографија |
| Година      | Становника  | Становника  |
| ----------- | ----------- | ----------- |
| 1948.       | 818         |             |
| 1953.       | 795         |             |
| 1961.       | 681         |             |
| 1971.       | 557         |             |
| 1981.       | 508         |             |
| 1991.       | 416         | 404         |
| 2002.       | 331         | 341         |
| 2011.       | 290         |             |

| Етнички састав према попису из 2002.‍ | Етнички састав према попису из 2002.‍ | Етнички састав према попису из 2002.‍ | Етнички састав према попису из 2002.‍ | Етнички састав према попису из 2002.‍ |
| ------------------------------------ | ------------------------------------ | ------------------------------------ | ------------------------------------ | ------------------------------------ |
|                                      |                                      |                                      |                                      |                                      |
| Срби                                 | Срби                                 |                                      | 331                                  | 100,0%                               |
| непознато                            | непознато                            |                                      | 0                                    | 0,0%                                 |

| Година пописа     | 1948. | 1953. | 1961. | 1971. | 1981. | 1991. | 2002. |
| ----------------- | ----- | ----- | ----- | ----- | ----- | ----- | ----- |
| Број домаћинстава | 148   | 148   | 156   | 144   | 138   | 127   | 114   |

| Број чланова      | 1  | 2  | 3  | 4  | 5  | 6 | 7 | 8 | 9 | 10 и више | Просек |
| ----------------- | -- | -- | -- | -- | -- | - | - | - | - | --------- | ------ |
| Број домаћинстава | 27 | 27 | 24 | 14 | 13 | 7 | 1 | 1 | 0 | 0         | 2,90   |

| Пол    | Укупно | Неожењен/Неудата | Ожењен/Удата | Удовац/Удовица | Разведен/Разведена | Непознато |
| ------ | ------ | ---------------- | ------------ | -------------- | ------------------ | --------- |
| Мушки  | 144    | 39               | 90           | 11             | 4                  | 0         |
| Женски | 152    | 23               | 90           | 36             | 3                  | 0         |
| УКУПНО | 296    | 62               | 180          | 47             | 7                  | 0         |

| Пол    | Укупно                    | Пољопривреда, лов и шумарство | Рибарство                            | Вађење руде и камена | Прерађивачка индустрија       |
| ------ | ------------------------- | ----------------------------- | ------------------------------------ | -------------------- | ----------------------------- |
| Мушки  | 95                        | 38                            | 0                                    | 0                    | 23                            |
| Женски | 68                        | 34                            | 0                                    | 0                    | 19                            |
| УКУПНО | 163                       | 72                            | 0                                    | 0                    | 42                            |
| Пол    | Производња и снабдевање   | Грађевинарство                | Трговина                             | Хотели и ресторани   | Саобраћај, складиштење и везе |
| Мушки  | 0                         | 4                             | 10                                   | 0                    | 5                             |
| Женски | 1                         | 0                             | 2                                    | 1                    | 0                             |
| УКУПНО | 1                         | 4                             | 12                                   | 1                    | 5                             |
| Пол    | Финансијско посредовање   | Некретнине                    | Државна управа и одбрана             | Образовање           | Здравствени и социјални рад   |
| Мушки  | 0                         | 1                             | 2                                    | 2                    | 1                             |
| Женски | 0                         | 1                             | 1                                    | 4                    | 3                             |
| УКУПНО | 0                         | 2                             | 3                                    | 6                    | 4                             |
| Пол    | Остале услужне активности | Приватна домаћинства          | Екстериторијалне организације и тела | Непознато            | Непознато                     |
| Мушки  | 1                         | 0                             | 0                                    | 8                    | 8                             |
| Женски | 0                         | 0                             | 0                                    | 2                    | 2                             |
| УКУПНО | 1                         | 0                             | 0                                    | 10                   | 10                            |

## Галерија
- Брдо Треска у Јабланици
- Паљење бадњака
- Црква у Светињи, Треска се види у левом углу
- Поглед на брдо Треска
- Зграда основне школе